# Маунт-Дезерт
Маунт-Дезерт (Де Монт Дезер, англ. Mount Desert Island) — остров в заливе Мэн, административно относится к округу Ханкок.
Население — 10 424 человек (2000). Бо́льшая часть территории острова относится единственному в Новой Англии национальному парку Акейдия, который посещает около 2,5 млн туристов в год.
Площадь острова — 279,7 км², это второй по величине остров на восточном побережье США после Лонг-Айленда.

## В массовой культуре
Маунт-Дезерт фигурирует в игре 2015 года Fallout 4, в дополнении Far Harbor как одна из локаций. Своё название дополнение получило от игрового поселения Фар-Харбор, в реальности расположенного в том же месте, что и город Бар-Харбор.

## Галерея

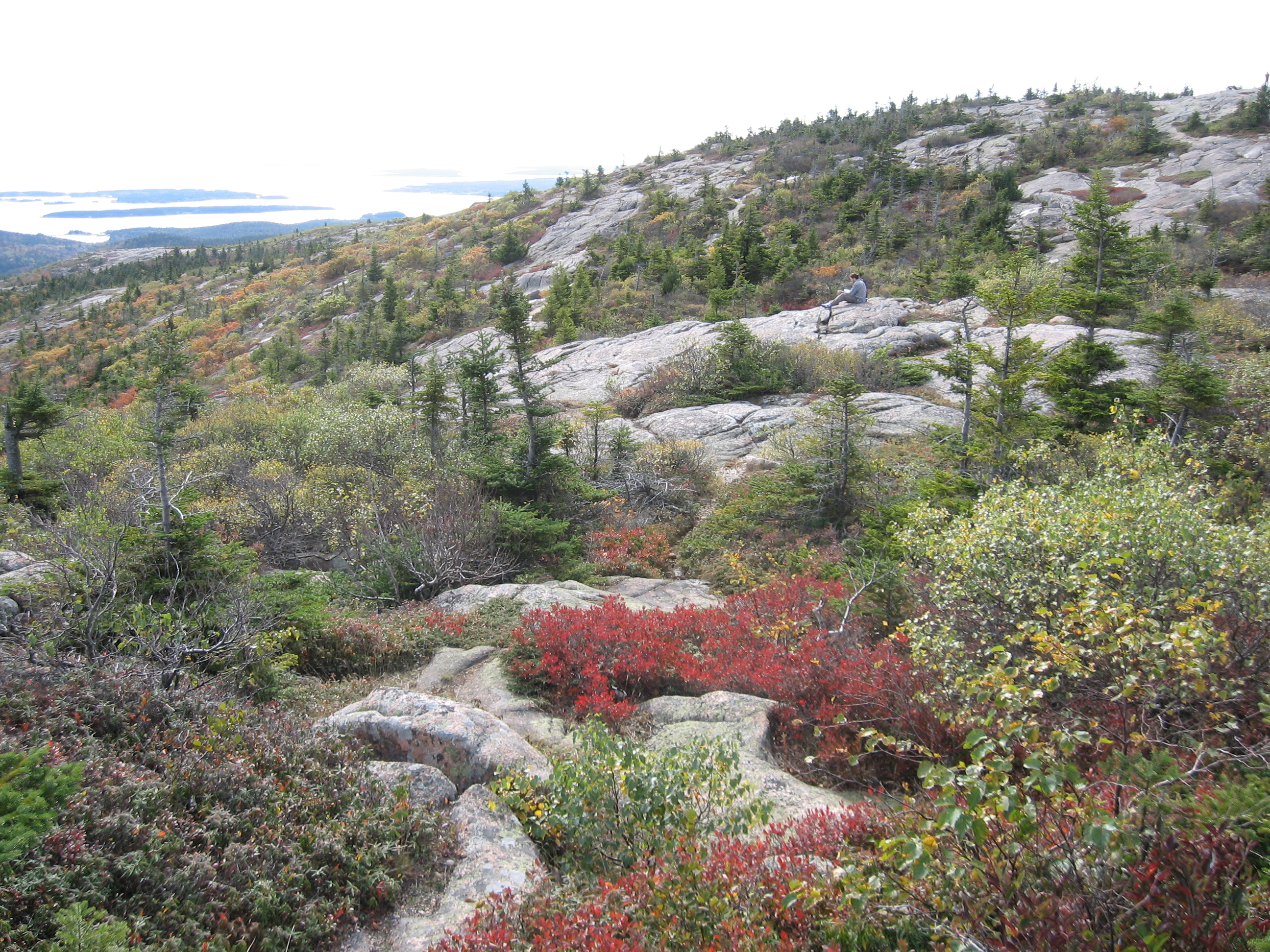
Склон горы Кадиллак
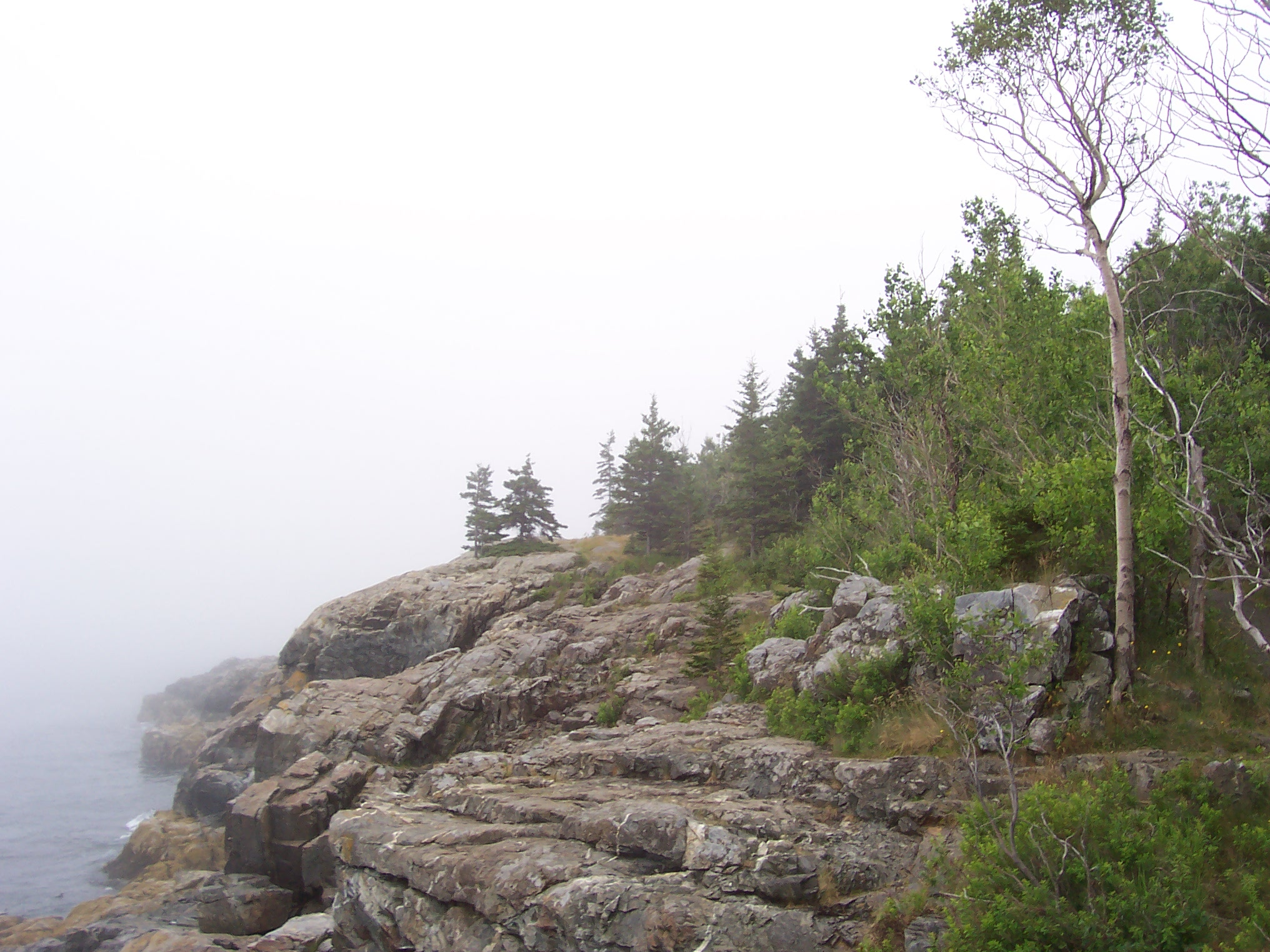
Прибрежные скалы
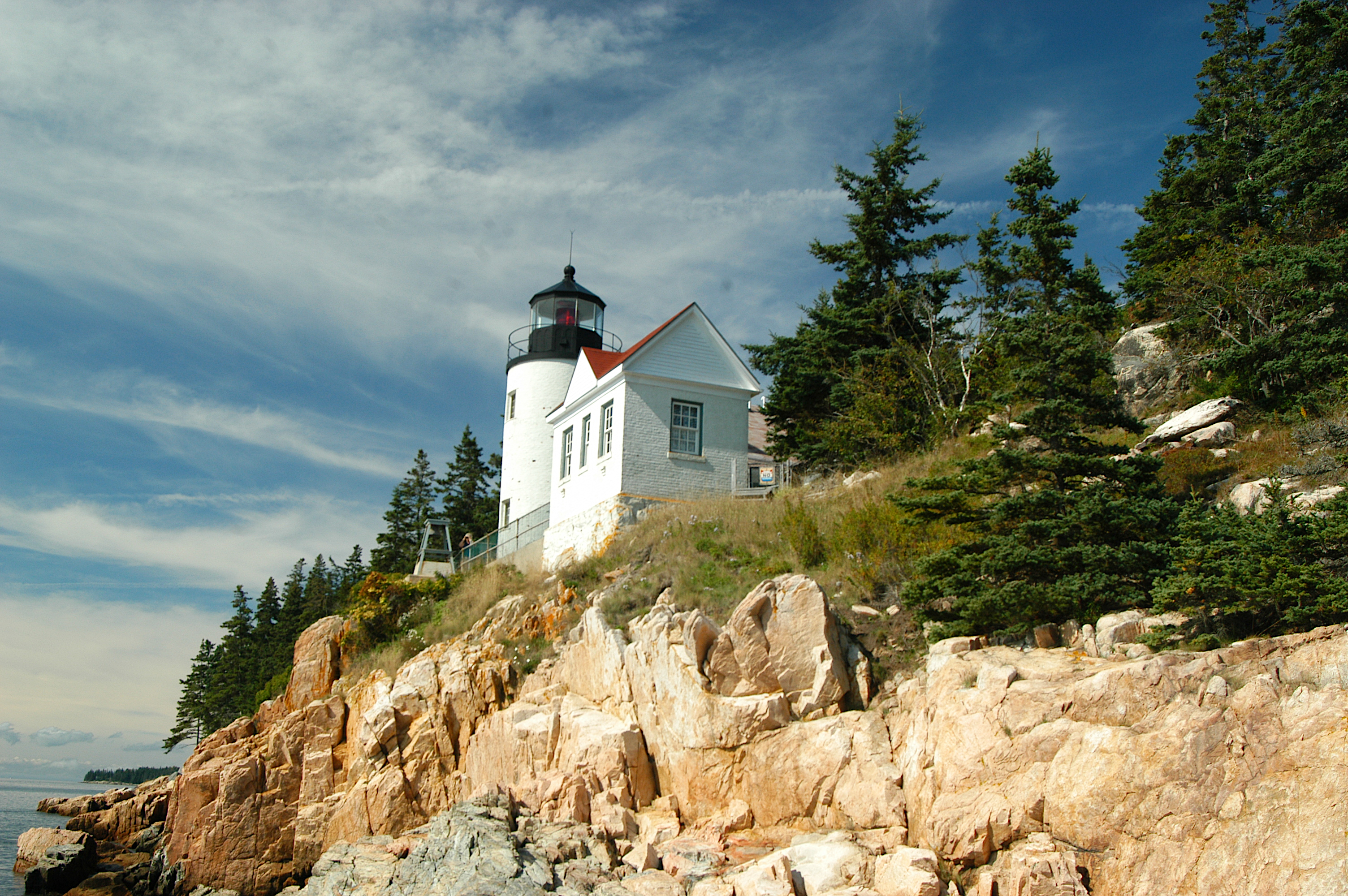
Маяк Басс-Харбор-Хед